# Zambia a 2013-as úszó-világbajnokságon
Zambia három úszóval vett részt a 2013-as úszó-világbajnokságon, akik öt versenyszámban indultak.

## Úszás
Férfi
| Versenyző          | Verseny                  | Selejtező | Selejtező | Elődöntő          | Elődöntő          | Döntő             | Döntő             |
| Versenyző          | Verseny                  | Idő       | Helyezés  | Idő               | Helyezés          | Idő               | Helyezés          |
| ------------------ | ------------------------ | --------- | --------- | ----------------- | ----------------- | ----------------- | ----------------- |
| Alexandros Axiotis | 100 méteres mellúszás    | 1:10.73   | 70        | Nem jutott tovább | Nem jutott tovább | Nem jutott tovább | Nem jutott tovább |
| Alexandros Axiotis | 200 méteres mellúszás    | 2:34.43   | 42        | Nem jutott tovább | Nem jutott tovább | Nem jutott tovább | Nem jutott tovább |
| Ralph Goveia       | 50 méteres pillangóúszás | 26.31     | 58        | Nem jutott tovább | Nem jutott tovább | Nem jutott tovább | Nem jutott tovább |

Női
| Versenyző   | Verseny               | Selejtező | Selejtező | Elődöntő          | Elődöntő          | Döntő             | Döntő             |
| Versenyző   | Verseny               | Idő       | Helyezés  | Idő               | Helyezés          | Idő               | Helyezés          |
| ----------- | --------------------- | --------- | --------- | ----------------- | ----------------- | ----------------- | ----------------- |
| Tilka Paljk | 50 méteres gyorsúszás | 29.05     | 62        | Nem jutott tovább | Nem jutott tovább | Nem jutott tovább | Nem jutott tovább |
| Tilka Paljk | 50 méteres mellúszás  | 34.28     | 56        | Nem jutott tovább | Nem jutott tovább | Nem jutott tovább | Nem jutott tovább |